# Монтгомері (Вермонт)
Монтгомері (англ. Montgomery) — місто (англ. town) в США, в окрузі Франклін штату Вермонт. Населення — 1184 особи (2020).

## Демографія
Згідно з переписом 2010 року, у місті мешкала 1201 особа в 509 домогосподарствах у складі 329 родин. Було 791 помешкання
Расовий склад населення:
| - 96,6 % — білих - 0,5 % — корінних американців - 0,2 % — азіатів - 0,1 % — чорних або афроамериканців |

До двох чи більше рас належало 2,6 %. Частка іспаномовних становила 2,0 % від усіх жителів.
За віковим діапазоном населення розподілялося таким чином: 22,8 % — особи молодші 18 років, 64,6 % — особи у віці 18—64 років, 12,6 % — особи у віці 65 років та старші. Медіана віку мешканця становила 42,5 року. На 100 осіб жіночої статі у місті припадало 98,2 чоловіків;  на 100 жінок у віці від 18 років та старших — 101,5 чоловіків також старших 18 років.
Середній дохід на одне домашнє господарство  становив 57 169 доларів США (медіана — 41 513), а середній дохід на одну сім'ю — 74 812 долари (медіана — 61 667). Медіана доходів становила 48 750 доларів для чоловіків та 41 250 доларів для жінок. За межею бідності перебувало 7,9 % осіб, у тому числі 0,0 % дітей у віці до 18 років та 15,3 % осіб у віці 65 років та старших.
Цивільне працевлаштоване населення становило 483 особи. Основні галузі зайнятості: мистецтво, розваги та відпочинок — 23,2 %, освіта, охорона здоров'я та соціальна допомога — 20,1 %, будівництво — 12,4 %, науковці, спеціалісти, менеджери — 11,2 %.